# Hybomitra sodalis
Hybomitra sodalis är en tvåvingeart som först beskrevs av Samuel Wendell Williston  1887.  Hybomitra sodalis ingår i släktet Hybomitra och familjen bromsar. Inga underarter finns listade i Catalogue of Life.